# Coppa Italia Dilettanti 1969-1970
La Coppa Italia Dilettanti 1969-1970 è stata la 4ª edizione di questa competizione calcistica italiana. È stata disputata con la formula dell'eliminazione diretta ed è stata vinta dal Ponte San Pietro.
La competizione era riservata alle migliori squadre militanti nel primo livello regionale. Il primo turno veniva disputato a livello regionale, poi si passava a livello interregionale. Le semifinali e le finali si disputavano in campo neutro.
L'edizione, come detto sopra, è stata vinta dal Ponte San Pietro, che superò in finale il Leffe; le altre semifinaliste furono Spoleto e Morrone Cosenza.

## Partecipanti
Le 256 partecipanti vengono così ripartite fra i vari comitati regionali:
| Numero squadre | Comitati regionali    | Comitati regionali    | Comitati regionali | Comitati regionali | Comitati regionali | Comitati regionali | Comitati regionali  | Comitati regionali  | Comitati regionali  | Comitati regionali  | Comitati regionali  | Comitati regionali  |
| -------------- | --------------------- | --------------------- | ------------------ | ------------------ | ------------------ | ------------------ | ------------------- | ------------------- | ------------------- | ------------------- | ------------------- | ------------------- |
| 32             | Lombardia             | Lombardia             | Lombardia          | Lombardia          | Lombardia          | Lombardia          | Lombardia           | Lombardia           | Lombardia           | Lombardia           | Lombardia           | Lombardia           |
| 20             | Campania              | Campania              | Campania           | Campania           | Toscana            | Toscana            | Toscana             | Toscana             | Veneto              | Veneto              | Veneto              | Veneto              |
| 18             | Emilia-Romagna        | Emilia-Romagna        | Emilia-Romagna     | Emilia-Romagna     | Emilia-Romagna     | Emilia-Romagna     | Emilia-Romagna      | Emilia-Romagna      | Emilia-Romagna      | Emilia-Romagna      | Emilia-Romagna      | Emilia-Romagna      |
| 14             | Friuli-Venezia Giulia | Friuli-Venezia Giulia | Lazio              | Lazio              | Liguria            | Liguria            | Piemonte            | Piemonte            | Puglia              | Puglia              | Sicilia             | Sicilia             |
| 12             | Abruzzo               | Abruzzo               | Abruzzo            | Calabria           | Calabria           | Calabria           | Marche              | Marche              | Marche              | Sardegna            | Sardegna            | Sardegna            |
| 6              | Umbria                | Umbria                | Umbria             | Umbria             | Umbria             | Umbria             | Umbria              | Umbria              | Umbria              | Umbria              | Umbria              | Umbria              |
| 4              | Basilicata            | Basilicata            | Basilicata         | Basilicata         | Basilicata         | Basilicata         | Trentino-Alto Adige | Trentino-Alto Adige | Trentino-Alto Adige | Trentino-Alto Adige | Trentino-Alto Adige | Trentino-Alto Adige |

## Primo turno
- Partite andata/ritorno con la regola dei gol in trasferta. Se persiste la parità si ricorre al sorteggio.

### Friuli-Venezia Giulia
```
14 squadre
Non ammesse: 
Pro Gorizia
, 
Trivignano
, 
Gradese
, 
Tisana
, 
Mossa
, 
Spilimbergo
 e 
Pieris
.
Dalla 
Prima Categoria
: 
Brugnera
 (dal girone A), 
Aquileia
, 
Cervignano
, 
San Giovanni
 e 
Palmanova
 (dal girone B)
```

| Squadra 1         | Totale      | Squadra 2            | Andata     | Ritorno    |
| ----------------- | ----------- | -------------------- | ---------- | ---------- |
| PRIMO TURNO       | PRIMO TURNO | PRIMO TURNO          | 07.09.1969 | 14.09.1969 |
| Colleferro        | 0 – 1       | Palestrina           | 0 – 0      | 0 – 1      |
| Sacilese          | 1 – 2       | Brugnera             | 0 – 0      | 1 – 2      |
| Lignano           | 0 – 0 sort. | US Palazzolo         | 0 – 0      | 0 – 0      |
| Sangiorgina       | 2 – 2 sort. | Palmanova            | 2 – 0      | 0 – 2      |
| Aquileia          | 4 – 3       | Pro Cervignano       | 3 – 3      | 1 – 0      |
| Cremcaffè Trieste | 3 – 5       | Cormonese            | 2 – 2      | 1 – 3      |
| Edera Trieste     | 0 – 1       | Ponziana             | 0 – 0      | 0 – 1      |
| Fortitudo Muggia  | 2 – 3       | San Giovanni Trieste | 1 – 1      | 1 – 2      |

### Lombardia
| Squadra 1        | Totale      | Squadra 2   | Andata     | Ritorno    |
| ---------------- | ----------- | ----------- | ---------- | ---------- |
| PRIMO TURNO      | PRIMO TURNO | PRIMO TURNO | 07.09.1969 | 14.09.1969 |
| Ponte San Pietro | 2 – 2 sort. | US Dalmine  | 1 – 1      | 1 – 1      |
| Leffe            | 4 – 0       | Zingonia    | 2 – 0      | 2 – 0      |

### Umbria
```
8 squadre
Non ammesse: 
Assisi
, 
Grifo Cannara
, 
Juventina
, 
Narnese
, 
Passignanese
, 
Pontevecchio
, 
Tavernelle
 e 
Valigi Torgiano
.
```

| Squadra 1     | Totale      | Squadra 2   | Andata     | Ritorno    |
| ------------- | ----------- | ----------- | ---------- | ---------- |
| PRIMO TURNO   | PRIMO TURNO | PRIMO TURNO | 07.09.1969 | 14.09.1969 |
| Todi          | 0 - 3       | Spoleto     | 0 - 3      | 0 - 0      |
| Ponte Felcino | 1 - 5       | Deruta      | 1 - 3      | 0 - 2      |
| Orvietana     | 3 - 1       | Nestor      | 2 - 0      | 1 - 1      |
| PRIMO TURNO   | PRIMO TURNO | PRIMO TURNO | 07.09.1969 | 17.09.1969 |
| Bastia        | 2 - 4       | Gualdo      | 1 - 1      | 1 - 3      |

### Puglia e Basilicata
| Squadra 1   | Totale      | Squadra 2            | Andata     | Ritorno    |
| ----------- | ----------- | -------------------- | ---------- | ---------- |
| PRIMO TURNO | PRIMO TURNO | PRIMO TURNO          | 07.09.1969 | 14.09.1969 |
| Fasano      | 0 - 2       | Grottaglie           | 0 - 1      | 0 - 0      |
| Putignano   | 3 - 2       | Squinzano            | 2 - 0      | 1 - 1      |
| Modugno     | 2 - 0       | Modugnese            | 0 - 0      | 2 - 0      |
| Avigliano   | 4 - 2       | I L Potenza          | 2 - 1      | 2 - 1      |
| Policoro    | 0 - 1       | Bernalda             | 0 - 0      | 0 - 1      |
| Castellana  | 1 - 2       | San Pietro Vernotico | 1 - 1      | 0 - 1      |
| Acquaviva   | 0 - 2       | Ostuni               | 0 - 0      | 0 - 2      |
| Corato      | 3 - 0       | Canosa               | 2 - 0      | 1 - 0      |
| Manduria    | 0 - 1       | Copertino            | 0 - 0      | 0 - 1      |

## Secondo turno
| Squadra 1                  | Totale        | Squadra 2                  | Andata     | Ritorno    |
| -------------------------- | ------------- | -------------------------- | ---------- | ---------- |
| SECONDO TURNO              | SECONDO TURNO | SECONDO TURNO              | 21.09.1969 | 28.09.1969 |
| (LOM) Ponte San Pietro     | 0 – 0 sort.   | Lavagnese (LIG)            | 0 – 0      | 0 – 0      |
| (LOM) Leffe                | 2 – 1         | Virtus Villadossola (PIE)  | 2 – 1      | 0 – 0      |
| (TAA) Mori                 | 3 – 0         | Brugnera (FVG)             | 3 – 0      | 0 – 0      |
| (FVG) US Palazzolo         | 1 – 3         | Adriese (VEN)              | 1 – 1      | 0 – 2      |
| (VEN) Fiesso d'Artico      | 3 – 0         | Sangiorgina (FVG)          | 2 – 0      | 1 – 0      |
| (FVG) Aquileia             | 2 – 6         | Tagliolese (VEN)           | 1 – 4      | 1 – 2      |
| (VEN) ASD Crocetta Calcio  | 1 – 1 sort.   | Cormonese (FVG)            | 1 – 0      | 0 – 1      |
| (FVG) San Giovanni Trieste | 2 – 4         | Ponziana (FVG)             | 1 – 2      | 1 – 2      |
| (TOS) Libertas Tavarnelle  | 2 - 3         | Orvietana (UMB)            | 2 - 3      | 0 - 0      |
| (UMB) Spoleto              | 2 - 1         | Osimana (MAR)              | 2 - 1      | 0 - 0      |
| (UMB) Gualdo               | 2 - 2         | Settempeda (MAR)           | 2 - 2      | ? - ?      |
| (TOS) Cuoiopelli           | 0 - 2         | Deruta (UMB)               | 0 - 0      | 0 - 2      |
| (PUG) Putignano            | 3 - 1         | Termoli (MOL)              | 2 - 1      | 1 - 1      |
| (CAM) Trebisacce           | 1 - 2         | Copertino (PUG)            | 1 - 0      | 0 - 2      |
| (PUG) Modugno              | 2 - 6         | Ebolitana (CAM)            | 2 - 4      | 0 - 2      |
| (PUG) Grottaglie           | 5 - 1         | Avigliano (BAS)            | 3 - 0      | 2 - 1      |
| (BAS) Bernalda             | 1 - 2         | San Pietro Vernotico (PUG) | 1 - 2      | 0 - 0      |
| (PUG) Corato               | 1 - 3         | Gragnano (CAM)             | 1 - 0      | 0 - 3      |
| (CAM) Agropoli             | 3 - 3         | Ostuni (PUG)               | 3 - 1      | 0 - 2      |

## 32esimi di finale
| Squadra 1                  | Totale      | Squadra 2             | Andata     | Ritorno    |
| -------------------------- | ----------- | --------------------- | ---------- | ---------- |
| TERZO TURNO                | TERZO TURNO | TERZO TURNO           | 21.12.1969 | 06.01.1970 |
| (LOM) Ponte San Pietro     | 4 – 1       | Albese (PIE)          | 4 – 0      | 0 – 1      |
| (LOM) Leffe                | 7 – 1       | Libertas Ceggia (VEN) | 5 – 1      | 2 – 0      |
| (LOM) Falck Vobarno        | 1 – 1 (gfc) | Cormonese (FVG)       | 0 – 0      | 1 – 1      |
| (FVG) Ponziana             | 3 – 2       | Legnago (VEN)         | 2 – 1      | 1 – 1      |
| (TOS) Aglianese            | 2 - 5       | Spoleto (MAR)         | 0 - 1      | 2 - 4      |
| (UMB) Orvietana            | ? - ?       | Vignolese (E.R.)      | 2 - 2      | ? - ?      |
| (LAZ) La Gioia Sud         | 2 - 4       | Deruta (UMB)          | 0 - 1      | 2 - 3      |
| (PUG) Ostuni               | 4 - 4       | Sulmona (ABR)         | 4 - 1      | 0 - 3      |
| (PUG) San Pietro Vernotico | 1 - 2       | Palestrina (LAZ)      | 1 - 1      | 0 - 1      |
| (PUG) Copertino            | 1 - 1       | Morrone Cosenza (CAL) | 1 - 0      | 0 - 1      |
| (LAZ) Gaeta                | 1 - 5       | Putignano (PUG)       | 1 - 1      | 0 - 4      |
| (CAM) Gragnano             | 2 - 1       | Grottaglie (PUG)      | 1 - 0      | 1 - 1      |

## 16esimi di finale
| Squadra 1              | Totale       | Squadra 2         | Andata     | Ritorno    |
| ---------------------- | ------------ | ----------------- | ---------- | ---------- |
| QUARTO TURNO           | QUARTO TURNO | QUARTO TURNO      | 25.01.1970 | 01.02.1970 |
| (LOM) Ponte San Pietro | 2 – 0        | Vado (LIG)        | 2 – 0      | 0 – 0      |
| (FVG) Ponziana         | 2 – 7        | Leffe (LOM)       | 1 – 3      | 1 – 4      |
| (LAZ) Tor di Quinto    | 0 - 4        | Spoleto (MAR)     | 0 - 1      | 0 - 3      |
| (UMB) Deruta           | 0 - 0 sort.  | STEFER Roma (LAZ) | 0 - 0      | 0 - 0      |
| (CAM) Juve San Vito    | 0 - 1        | Putignano (PUG)   | 0 - 0      | 0 - 1      |

## Ottavi di finale
| Squadra 1              | Totale      | Squadra 2                | Andata | Ritorno |
| ---------------------- | ----------- | ------------------------ | ------ | ------- |
| (LOM) Ponte San Pietro | 0 – 0 sort. | Adriese (VEN)            | 0 – 0  | 0 – 0   |
| (LOM) Leffe            | 1 – 0       | Fiesso d'Artico (VEN)    | 0 – 0  | 1 – 0   |
| (UMB) Spoleto          | 4 - 1       | Sagittario Pratola (ABR) | 3 - 1  | 1 - 0   |
| (PUG) Putignano        | 3 – 1       | Pro Pellaro (CAL)        | 3 – 1  | 0 – 0   |

## Quarti di finale
| Squadra 1              | Totale    | Squadra 2         | Andata | Ritorno |
| ---------------------- | --------- | ----------------- | ------ | ------- |
| (LOM) Ponte San Pietro | 4 – 3     | Palestrina (LAZ)  | 2 – 2  | 2 – 1   |
| (LOM) Leffe            | 2 – 0     | STEFER Roma (LAZ) | 1 – 0  | 1 – 0   |
| (LOM) Falck Vobarno    | 2 - 2 gfc | Spoleto (UMB)     | 2 - 1  | 0 - 1   |
| (CAL) Morrone Cosenza  | 3 - 2     | Putignano (PUG)   | 3 - 0  | 0 - 2   |

## Final four
Disputate allo Stadio Carlo Necchi di Forte dei Marmi (LU).

### Semifinali
| Squadra 1              | Risultato | Squadra 2             |
| ---------------------- | --------- | --------------------- |
| (LOM) Ponte San Pietro | 2 – 0     | Morrone Cosenza (CAL) |
| (LOM) Leffe            | 2 – 1     | Spoleto (UMB)         |

### Finale
| Arbitro: | Francescon (Padova) |

| |            |                                                                                              |
| Pelizzoli 120’                                                                                      | Marcatori  |                                                                                              |
| Domenghini Chiari Villa Gibellini Consonni Invernici Vertua Locatelli Scarpelli Ardemagni Pelizzoli | Formazioni | Masper Colleoni Spada M. Facoetti Fassi Galbusera Piceni Marinoni Longhi A. Facoetti Piovani |
| Biffi                                                                                               | Allenatori | Mauri                                                                                        |

## Coppa Ottorino Barassi
Come vincitore della Coppa Italia Dilettanti, il Ponte San Pietro ottiene il diritto di affrontare il vincitore della FA Amateur Cup: Enfield F.C. (militante nell'Isthmian League, all'epoca 5º livello del calcio inglese).
| Arbitro: | James Finney |

|                                         |           |  |
| Hill 81’ Invernici 85’ (aut.) Smith 90’ | Marcatori |  |

| Arbitro: | Francescon (Padova) |

|                            |           |            |
| Invernici 4’ Pelizzoli 47’ | Marcatori | 79’ Gibson |

```
L'
Enfield
 vince la coppa.
```